# Садиковац
Садиковац је насељено место у општини Цетинград, на Кордуну, Карловачка жупанија, Република Хрватска.

## Географија
Садиковац се налази око 4 км јужно од Цетинграда.

## Историја
Садиковац се од распада Југославије до августа 1995. године налазио у Републици Српској Крајини. До 1991. био је у саставу насељеног места Комесарац, а од 2001. је самостално насеље. До територијалне реорганизације у Хрватској налазио се у саставу бивше велике општине Слуњ.

## Становништво
Према попису становништва из 2011. године, насеље Садиковац је имало 23 становника.

### Број становника по пописима
| Националност   | 2001. | 1991. | 1981. | 1971. | 1961. | 1953. | 1948. | 1931. | 1921. | 1910. | 1900. | 1890. | 1880. | 1869. | 1857. |
| бр. становника | 51    | %     | %     | 66    | 71    | 88    | %     | %     | %     | %     | %     | %     | %     | %     | %     |

- напомене:

У 2001. настало издвајањем из насеља Комесарац. Као део насеља исказивано од 1953. До 1948. те у 1981. и 1991. подаци садржани у насељу Комесарац.